# Фисция звёздчатая
Фисция звёздчатая (лат. Physcia stellaris) — вид лишайников рода Фисция (Physcia) семейства Фисциевые (Physciaceae).

## Синонимы[1]
- Anaptychia stellaris (L.) A. Massal., 1853
- Borrera stellaris (L.) Mudd, 1860
- Dimelaena stellaris (L.) Norman, 1852
- Dimelaena stellaris f. rosulata (Ach.) Trevis., 1868
- Geissodea stellaris (L.) J. St.-Hil., 1805
- Hagenia stellaris (L.) De Not., 1846
- Imbricaria stellaris (L.) DC., 1805
- Lichen stellaris L., 1753 basionym
- Lobaria stellaris (L.) Hoffm., 1795
- Parmelia aipolia var. rosulata (Ach.) Arnold, 1884
- Parmelia rosulata (Ach.) Röhl., 1813
- Parmelia stellaris (L.) Ach., 1803
- Parmelia stellaris f. rosulata (Ach.) Hazsl., 1884
- Parmelia stellaris var. rosulata Ach., 1810
- Physcia aipolia var. stellaris (L.) Fürnr., 1839
- Physcia retrogressa Stirt., 1876
- Physcia stellaris f. rosulata (Ach.) Nyl., 1861
- Physcia stellaris var. rosulata (Ach.) Hue, 1890
- Squamaria stellaris (L.) Frege, 1812
- Xanthoria stellaris (L.) Horw., 1912

## Описание
Слоевище листоватое, до 5 см в диаметре, розетковидное, плотно прилегающее к субстрату. Лопасти до 2—3(4) мм ширины, радиально расходящиеся. На поверхности лопастей при смачивании не видны белые пятна (десятикратная лупа). Верхняя поверхность слоевища светло-серая, нижняя — светлая со светлыми ризинами. Соредии и изидии отсутствуют. Сердцевина белая. Апотеции многочисленные с толстым, от взаимного давления угловатым слоевищным краем, варьируют в размерах, до 4 мм в диаметре, обычно около 1,5 мм. Диск плоский, коричнево-чёрный, иногда с налётом. Парафизы простые, вверху булавовидно утолщённые и коричневоокрашенные. Сумки булавовидные, 60—62×19—24 мкм, с 8 спорами. Споры эллипсоидные, однобокие, двуклеточные, неперешнурованные в середине, с сердцевидными клеточными просветами, 13—20×6—8 мкм.
Пикнидии более или менее обильные; конидии палочковидные 4—6×1 мм.
Фотобионт Trebouxia.
Является хозяином для лихенофильного гриба Phoma physciicola.

### Химический состав
Присутствуют вторичные метаболиты в виде атранорина в коровом слое.

## Среда обитания и распространение
На стволах и ветвях различных лиственных пород деревьев (предпочитает Populus tremula), очень редко на каменистых субстратах.
Встречается в Европе, Азии, Африке, Северной и Южной Америках, Австралии, Новой Зеландии.
В России встречается повсеместно.